# Толстоголовка альцея
Толстоголовка альцея, или толстоголовка алцеевая, или толстоголовка алцей (лат. Carcharodus alceae) — вид дневных бабочек из семейства толстоголовок (Hesperiidae). Научное видовое название этой бабочки («alceae») — это родовое название штокрозы (Alcea) в родительном падеже. Растение, в свою очередь, названо так в честь древнегреческого поэта Алцея (Алкея).

## Распространение
Вид распространён в Южной и Центральной Европе, на Кавказе и в Закавказье, в Северной Африке (от Марокко на восток до Туниса и Ливии), на Ближнем востоке, в Малой Азии, Средней и Центральной Азии, западных Гималаях и на юге Западной Сибири. Существуют изолированные популяции толстоголовки альцея на Синайском полуострове и в Йемене (C. a. wissmanni).

## Внешний вид
Длина переднего крыла 12—16 мм. Сверху передние крылья коричневые, с неясным рисунком и шестью-семью мелкими прозрачными участками; у самцов передние крылья снизу без пушистого андрокониального поля.

## Экология
Встретить этих бабочек можно на заливных лугах, горных склонах с участками степной растительности и зарослями кустарников, на опушках лесов и в садах, где растут мальвовые.
Кормовыми растениями гусениц являются мальва (Malva) (Malva alcea, мальва мускусная, Malva neglecta, мальва лесная, Malvella sherardiana), штокроза (Alcea) (штокроза розовая, штокроза щетинистая), алтея (Althea), хатьма (Lavatera) (Lavatera thuringiaca), гибискус (Hibiscus), канатник (Abutilon). Бабочки кормятся на цветках растений, таких как клевер (Trifolium).

## Размножение
Во время брачного полёта самец старается расположиться под самкой. Самки могут откладывать яйца сверху и на обратной стороны листа растений из семейства мальвовых (Malvaceae), на которых вылупившиеся из яиц гусеницы будут питаться. На лист откладываются по одному яйцу.
Развитие гусениц протекает в укрытиях, которые они сворачивают из листа, скрепляя их с помощью шелковины. После каждой линьки укрытие строится заново. Гусеницы зиму проводят в таких же сворачиваемых из листьев укрытиях.

## Галерея

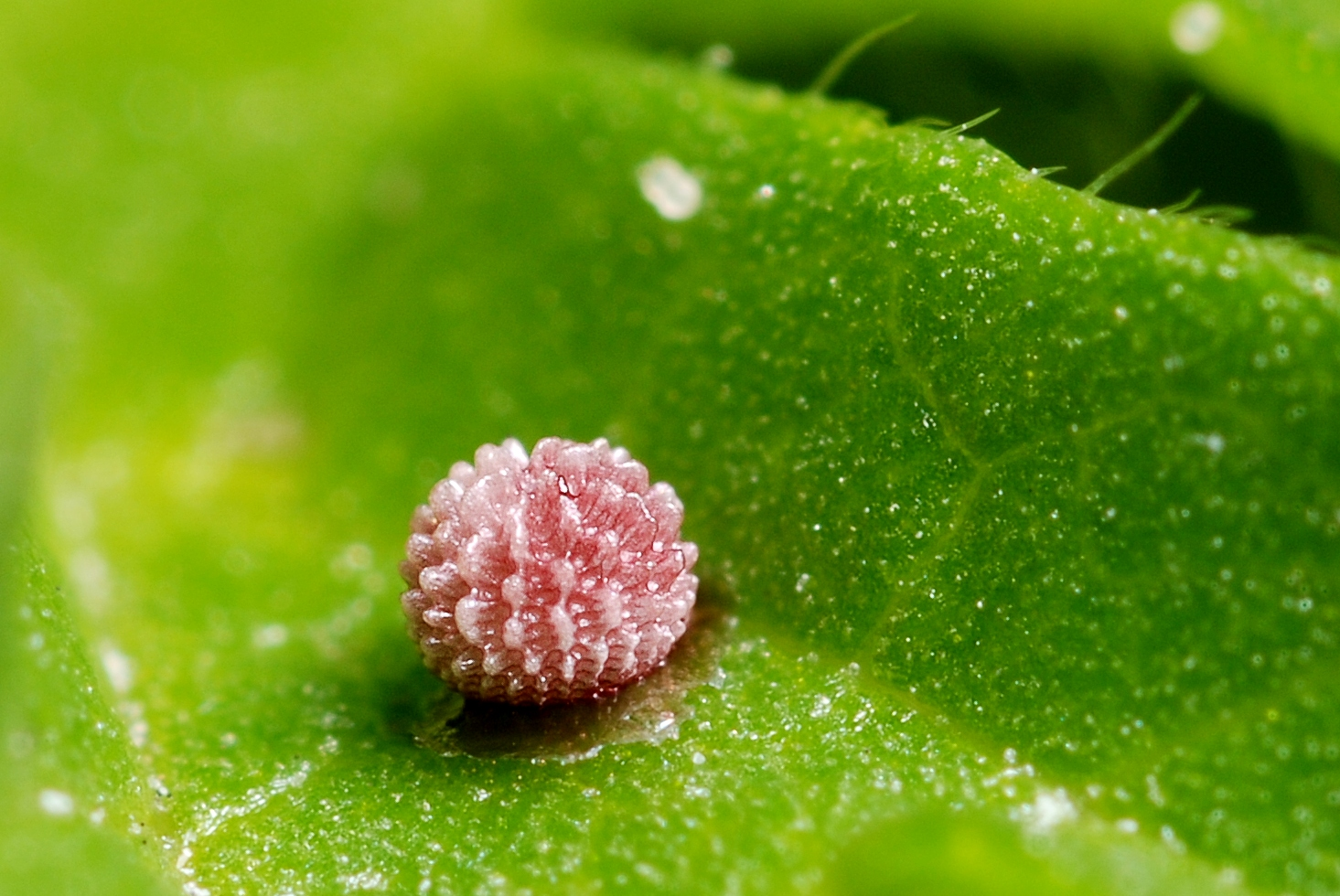
Яйцо
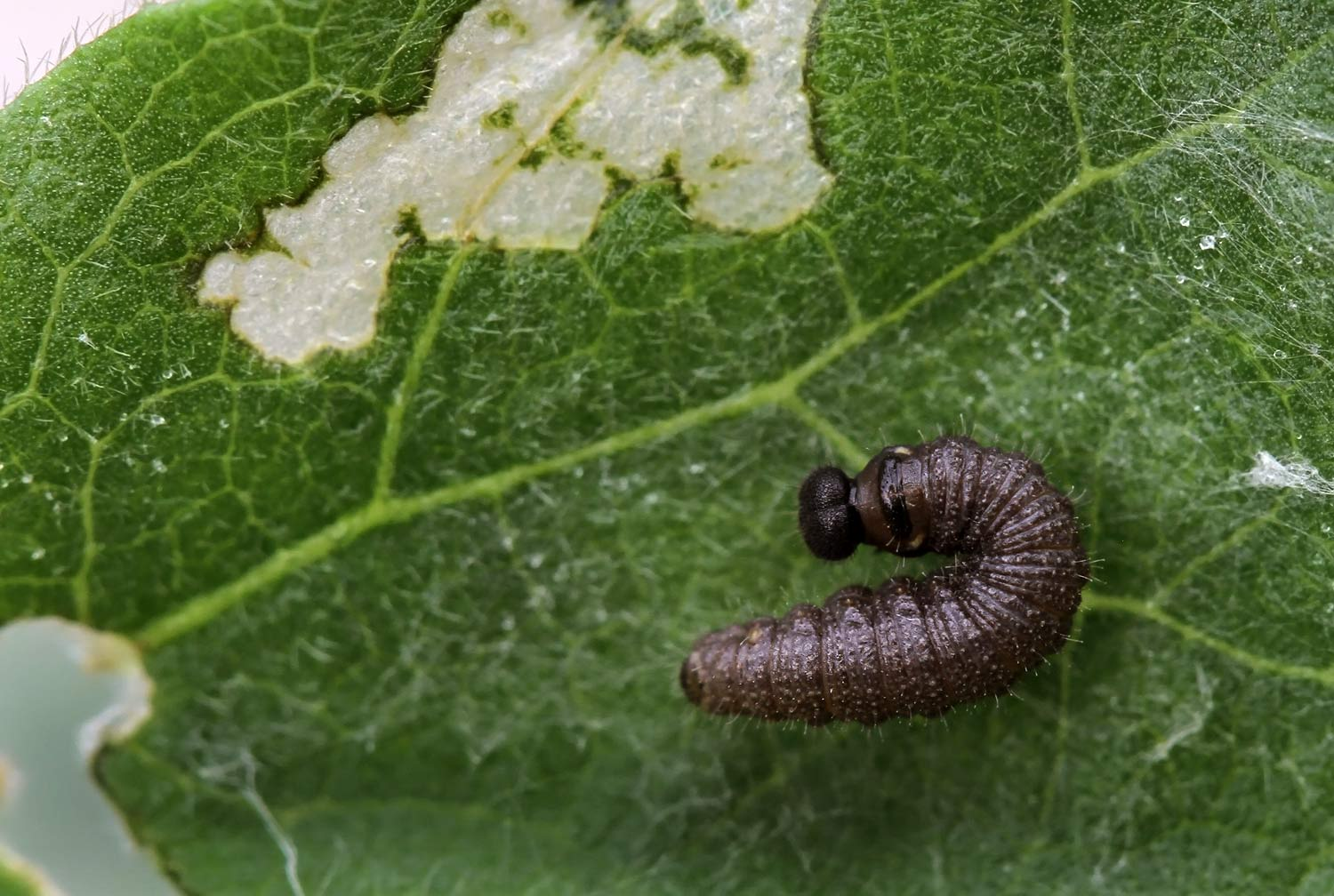
Молодая гусеница
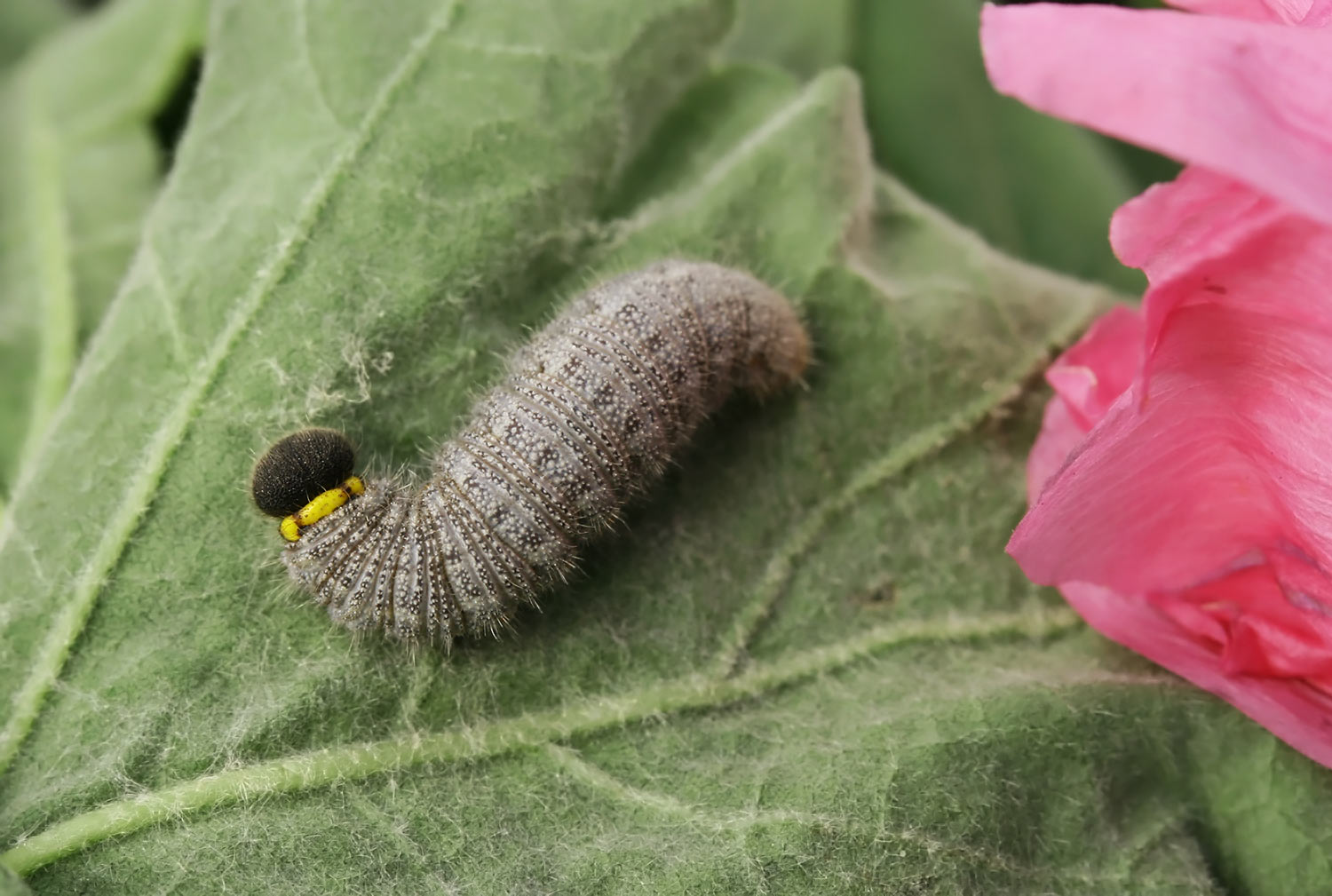
Гусеница
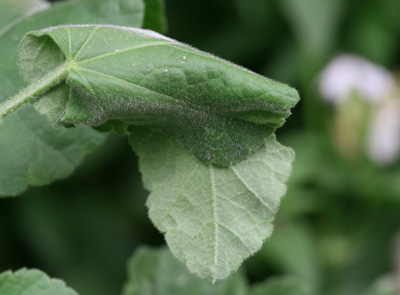
Укрытие гусеницы в свёрнутом листе
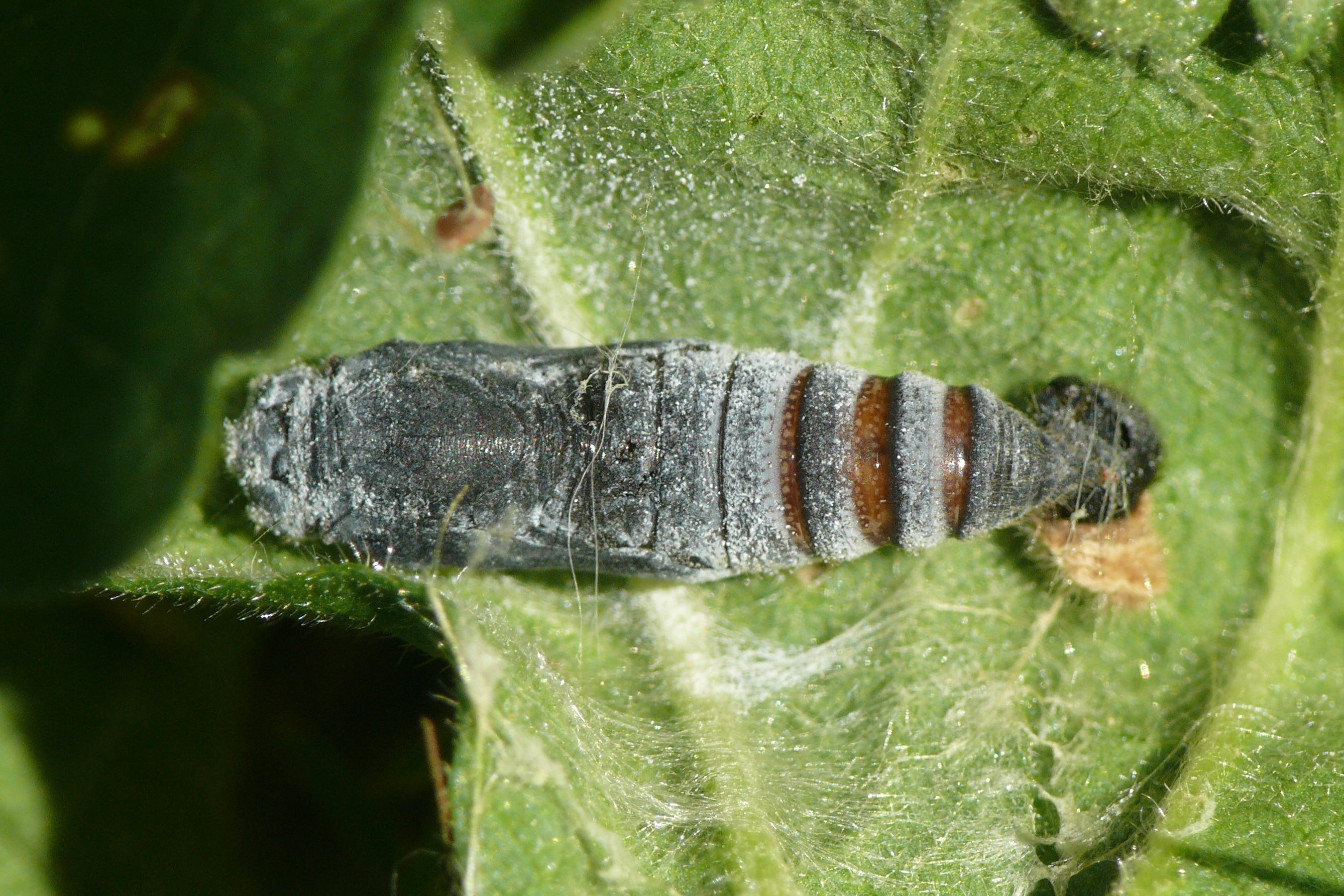
Куколка
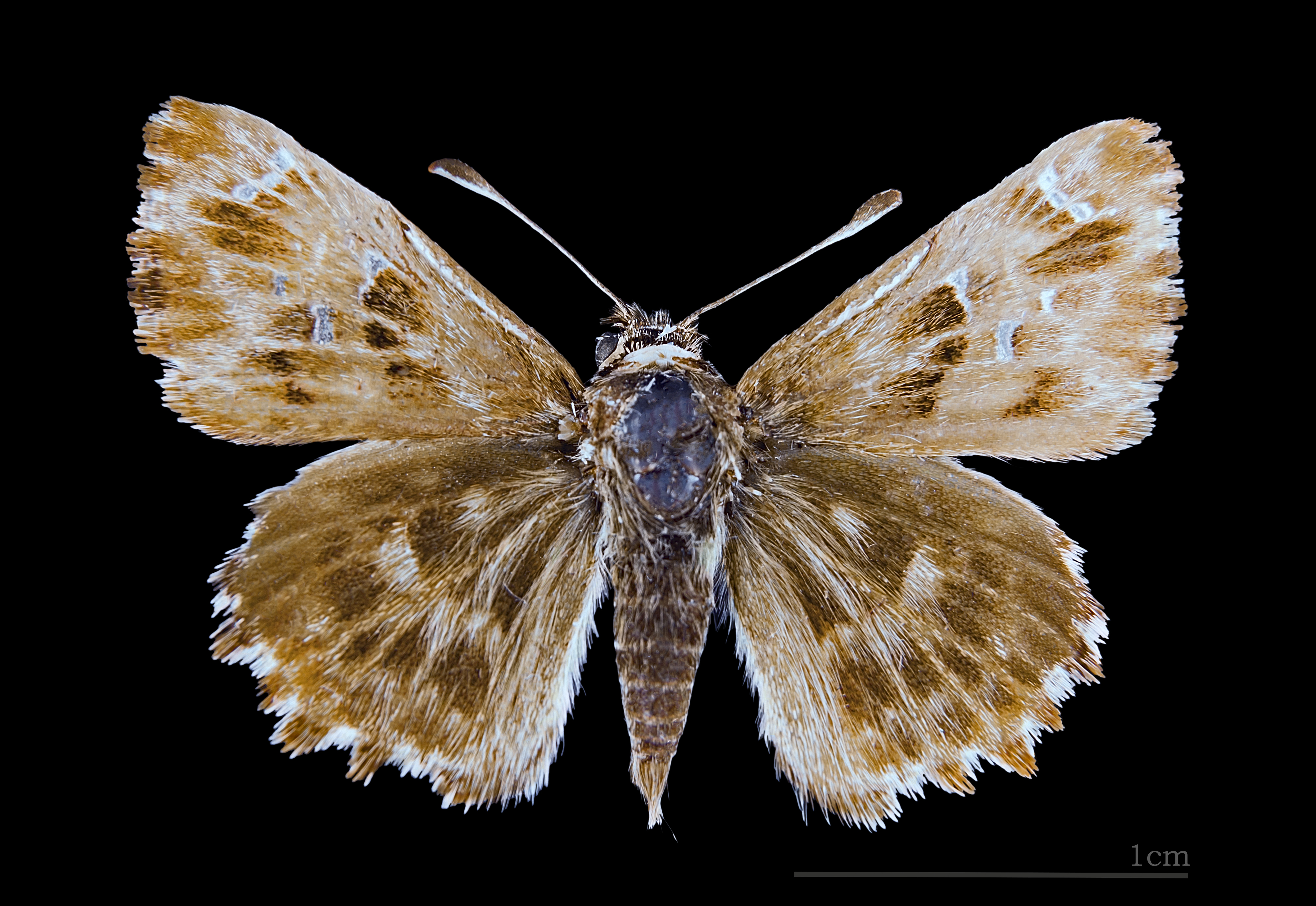
Верхняя сторона крыльев
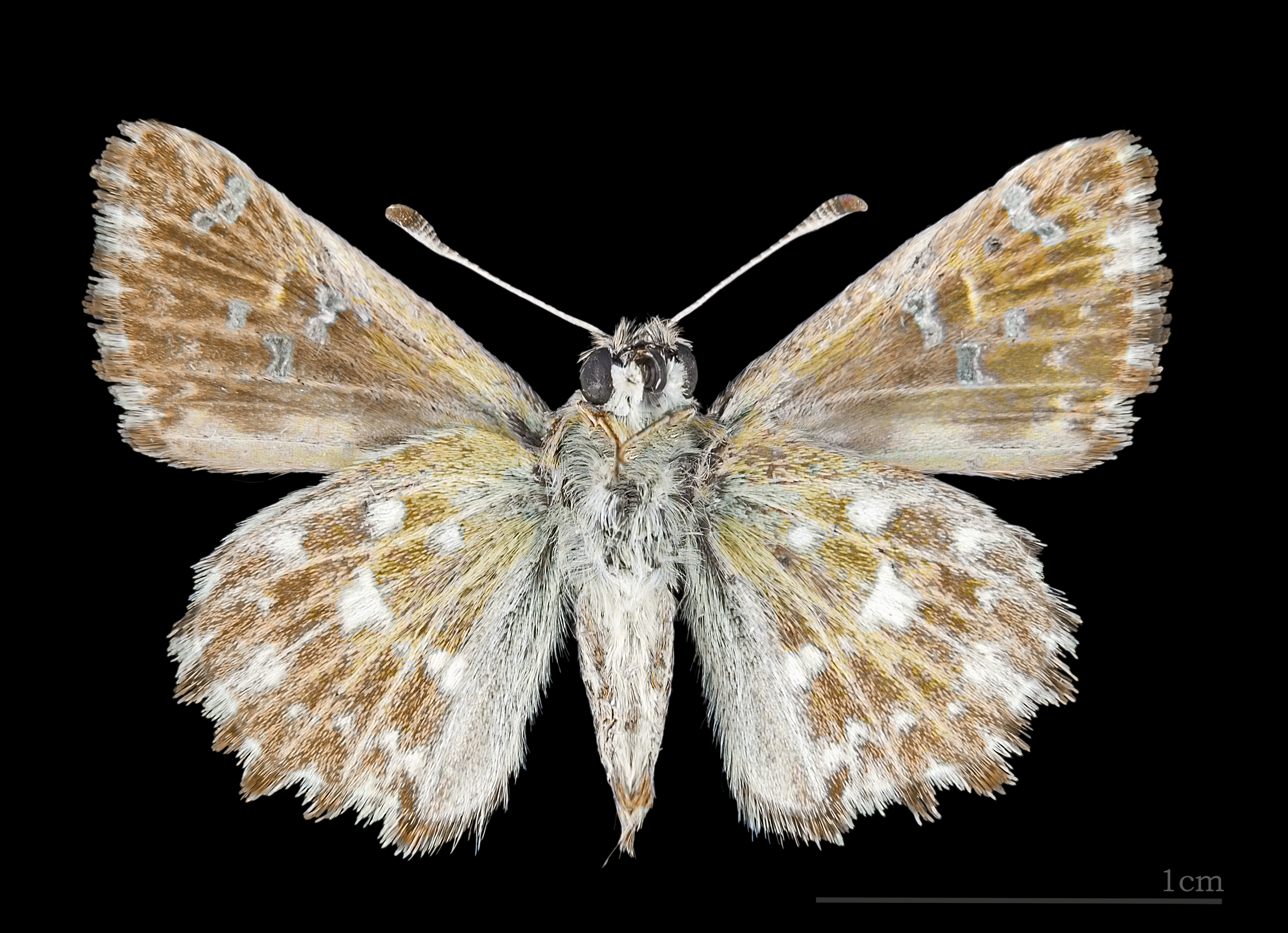
Нижняя сторона крыльев